# Tadeusz Kęcik

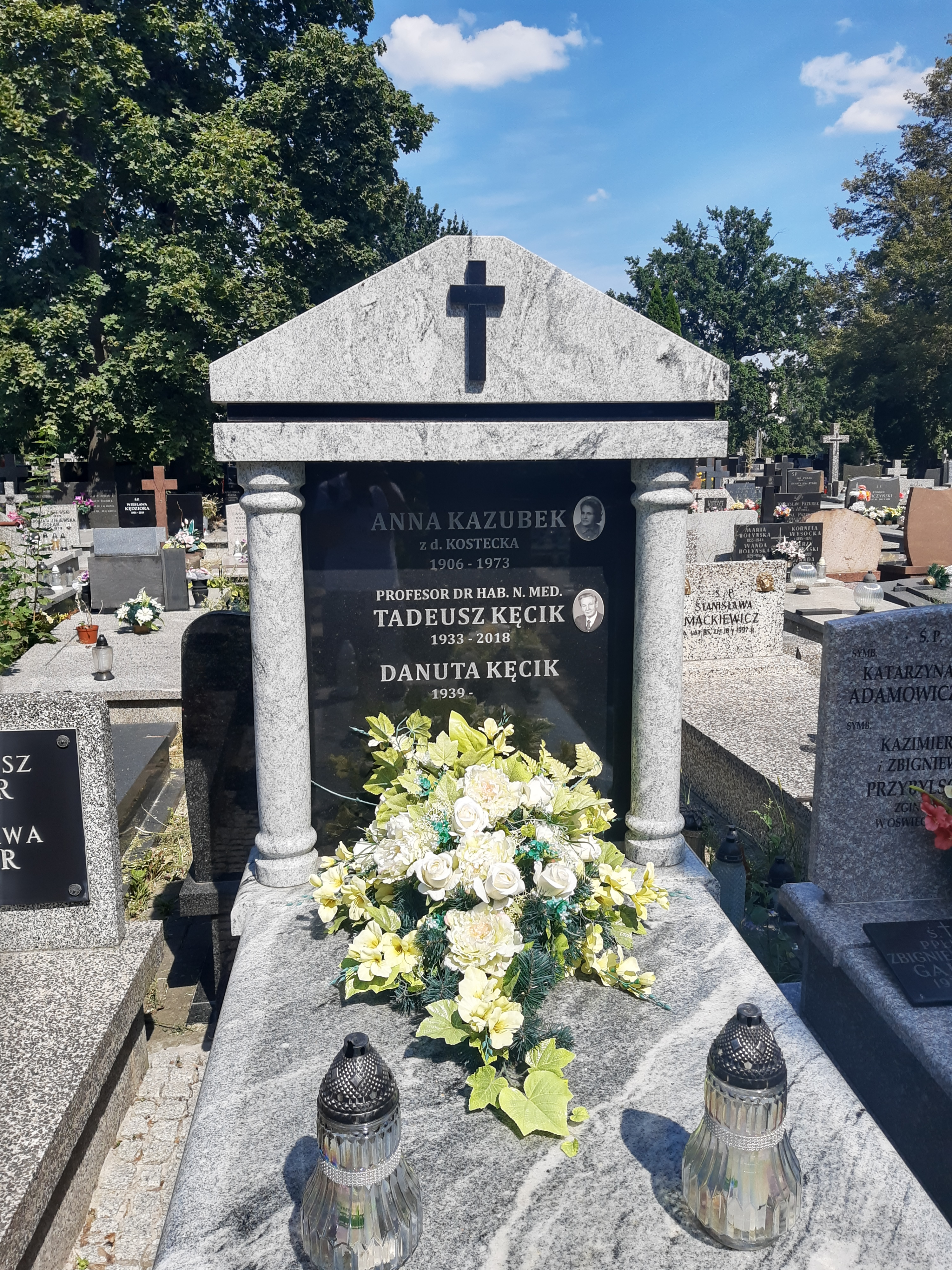
Grób profesora Tadeusza Kęcika na cmentarzu Wawrzyszewskim

Tadeusz Bolesław Kęcik (ur. 26 kwietnia 1933, zm. 8 lipca 2018 w Warszawie) – polski lekarz, okulista, profesor nauk medycznych.

## Życiorys
Syn Stefana i Janiny. Po ukończeniu studiów medycznych uzyskiwał specjalizacje z zakresu okulistyki – I stopnia w 1963 i II stopnia w 1968. W 1969 na Akademii Medycznej w Warszawie obronił doktorat, habilitował się na tej samej uczelni w 1975. W 1983 uzyskał tytuł naukowy profesora i objął stanowisko profesora nadzwyczajnego. W 1992 został profesorem zwyczajnym. Zawodowo związany z Akademią Medyczną w Warszawie, pełnił na tej uczelni funkcję kierownika Katedry i Kliniki Okulistyki (1976–2003).
Był członkiem korespondentem Wydziału V Nauk Medycznych Towarzystwa Naukowego Warszawskiego, a także prezesem zarządu Fundacji Walki ze Ślepotą i Rehabilitacji Słabowidzących.

## Odznaczenia
Odznaczony Krzyżem Oficerskim (2001) oraz Krzyżem Komandorskim (2011) Orderu Odrodzenia Polski.